# Onthophagus wangnamkieous
Onthophagus wangnamkieous är en skalbaggsart som beskrevs av Masumoto, Ochi och Hanboonsong 2008. Onthophagus wangnamkieous ingår i släktet Onthophagus och familjen bladhorningar. Inga underarter finns listade i Catalogue of Life.